# Knieżyca szara
Knieżyca szara (Elasmucha grisea) – gatunek pluskwiaka z podrzędu różnoskrzydłych i rodziny puklicowatych. Zamieszkuje palearktyczną Eurazję od Półwyspu Iberyjskiego po Rosyjski Daleki Wschód. Żeruje na brzozach i olszach.

## Taksonomia
Gatunek ten opisany został po raz pierwszy w 1758 roku przez Karola Linneusza pod nazwą Cimex griseus. Jako miejsce typowe wskazano Europę. W obrębie tego gatunku wyróżnia się trzy podgatunki:
- Elasmucha grisea cypria Josifov, 1971
- Elasmucha grisea eckerleini Josifov, 1971
- Elasmucha grisea grisea (Linnaeus, 1758)

## Morfologia

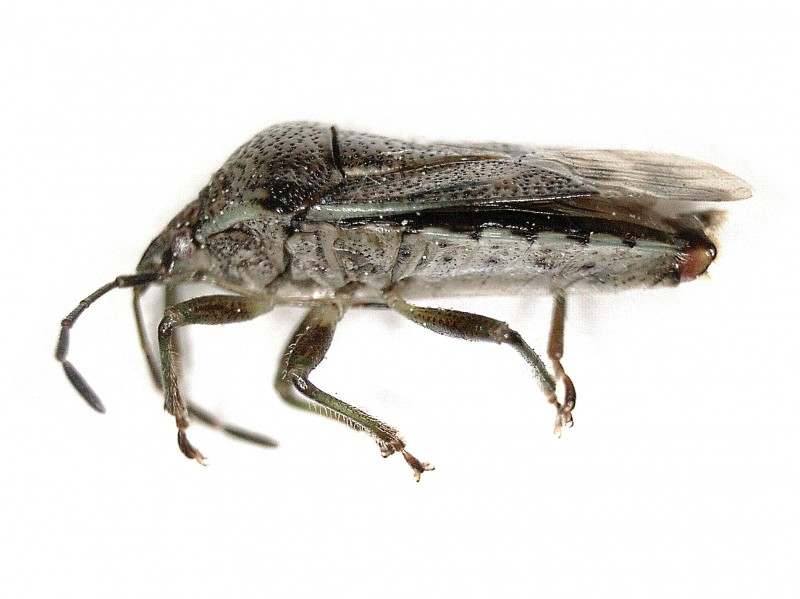
Imago, widok z boku

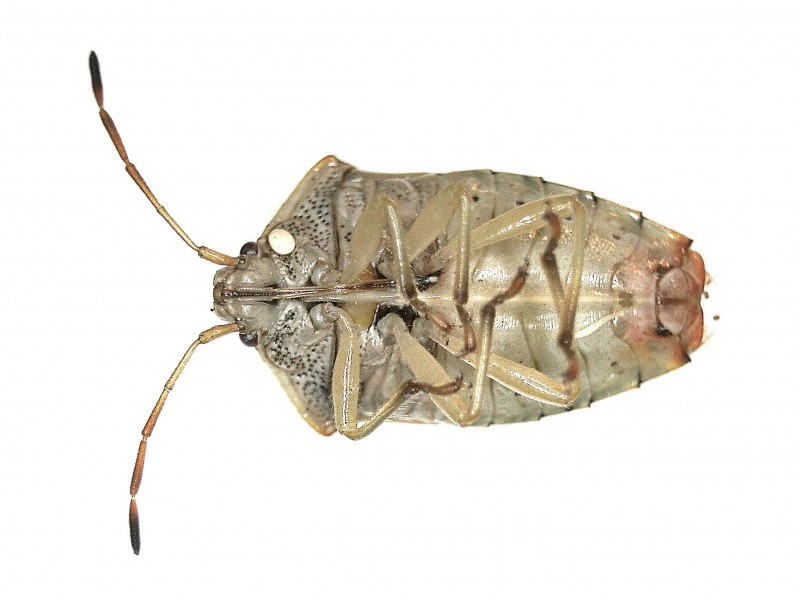
Imago, widok od spodu

Pluskwiak o ciele długości od 6 do 9,5 mm, ubarwiony zmiennie. Wierzch ciała bywa żółtoszary, zielonoszary lub zielony z różnych rozmiarów plamami barwy brązowej, czerwonobrązowej, czerwonej lub pomarańczowej. Wierzch ciała gęsto pokrywają bezładnie rozmieszczone, czarno podbarwione punkty, są one jednak wyraźnie słabiej zagęszczone niż u knieżycy brzozówki. W nasadowej części tarczki znajduje się zwykle dobrze widoczna, ciemna plama o sercowatym kształcie. Przedplecze ma kąty przednio-boczne z drobnym, guzkowatym wyrostkiem lub całkiem wyrostka pozbawione, kąty tylno-boczne zaś słabo wystające, niewydłużone w wyrostek. Ujścia gruczołów zapachowych na zapiersiu są krótsze i szersze niż u ukrzeńców, na wierzchołkach zaokrąglone. Spodnia strona odwłoka ma na jasnym tle nieliczne, pojedyncze, czarne punkty lub jest zupełnie niepunktowana. Listewka brzeżna odwłoka ma w kontrastowe jasne i czarne pasy. Samiec ma grzbietową krawędź segmentu genitalnego płytko wyciętą. Samica ma ósmy segment odwłoka z mniejszym niż u knieżycy brzozówki, niemal tak szerokim jak długim gonokoksytem.

## Biologia i ekologia

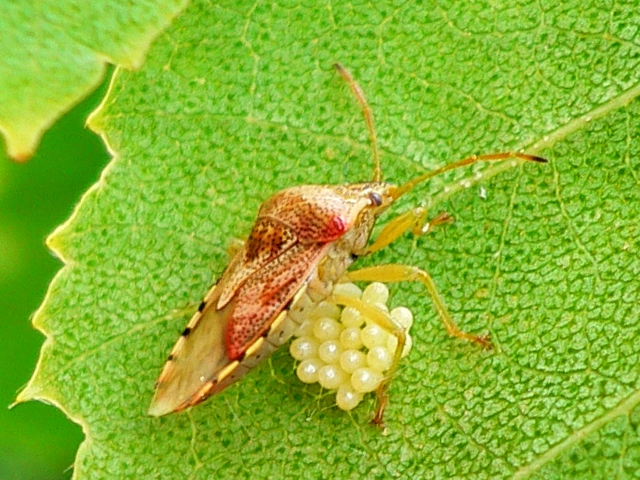
Samica strzegąca złoża jaj

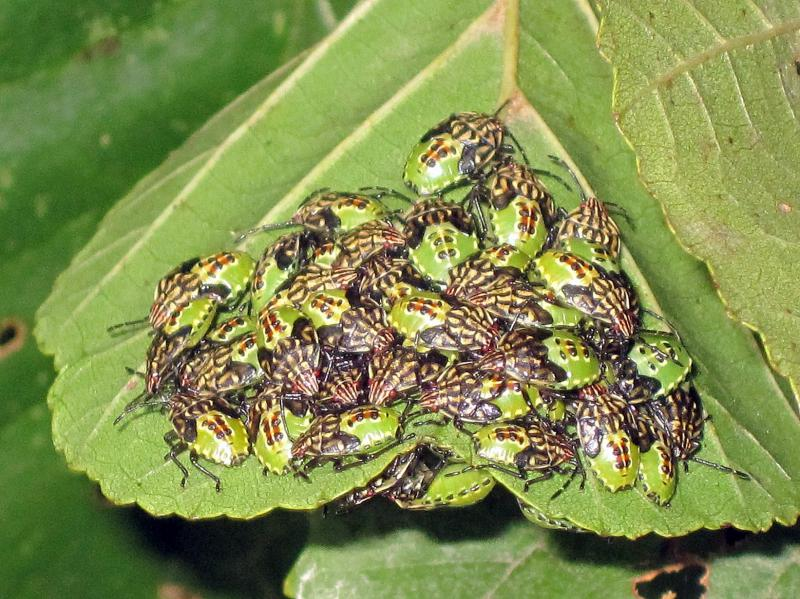
Agregacja larw

Owad ten zasiedla lasy, zadrzewienia, parki, ogrody, aleje, polany, łąki i przydroża. Bytuje na drzewach i krzewach liściastych oraz na roślinach zielnych. Zarówno larwy, jak i postacie dorosłe są fitofagami ssącymi soki z liści i owocostanów brzóz, a rzadziej olch.
Postacie dorosłe aktywne są od końca kwietnia lub maja do września lub października i są stadium zimującym. Samce giną wkrótce po kopulacji. Samice składają jaja na liściach rośliny pokarmowej w rombowatego kształtu klastrze liczącym około 40 sztuk. Samica wykazuje daleko posuniętą troskę rodzicielską, opiekując się nie tylko jajami, ale także larwami pierwszego i drugiego stadium, a czasem także trzeciego, jeśli przeżyje wystarczająco długo. Osobniki dorosłe nowego pokolenia pojawiają się do sierpnia do początku października.
Do parazytoidów tej knieżycy zaliczają się muchówki z rodziny rączycowatych należące do gatunków Ectophasia crassipennis i Subclytia rotundiventris.

## Rozprzestrzenienie
Gatunek palearktyczny. Podgatunek nominatywny w Europie znany jest z Portugalii, Hiszpanii, Irlandii, Wielkiej Brytanii, Francji, Belgii, Holandii, Luksemburga, Niemiec, Szwajcarii, Austrii, Włoch, Danii, Szwecji, Norwegii, Finlandii, Estonii, Łotwy, Litwy, Polski, Czech, Słowacji, Węgier, Białorusi, Ukrainy, Rumunii, Bułgarii, Słowenii, Chorwacji, Bośni i Hercegowiny, Czarnogóry, Serbii, Albanii, Grecji oraz europejskich części Rosji i Turcji, w Azji zaś z azjatyckiej części Turcji, Gruzji, Armenii, Azerbejdżanu, Kazachstanu, Syberii, Rosyjskiego Dalekiego Wschodu, Mongolii oraz północnych i środkowych Chin. Podgatunek E. g. eckerleini stwierdzono z Krety, Azerbejdżanu i Iranu. E. g. cypria jest natomiast endemitem Cypru.